# Sagan om ringen (film)
Sagan om ringen (engelska: The Lord of the Rings: The Fellowship of the Ring), svensk premiärtitel: Sagan om ringen: Härskarringen, är en amerikansk-nyzeeländsk fantasy-äventyrsfilm, i regi av Peter Jackson och skriven av honom, Fran Walsh och Philippa Boyens. Den hade världspremiär den 19 december 2001 och är baserad på den första delen av J.R.R. Tolkiens romantrilogi Sagan om ringen (1954–1955). Den är också den första delen i filmtrilogin om Härskarringen, där de två övriga delarna består av Sagan om de två tornen (2002) och Sagan om konungens återkomst (2003).
Filmens handling utspelar sig i den fiktiva världen Midgård. Hoben Frodo Bagger ärver en magisk ring från sin farbror Bilbo, men ringen visar sig vara den mäktiga Härskarringen, ett föremål som kan ge dess onde skapare Sauron kraften att återta sin makt och förslava Midgårds fria folk. Tillsammans med en grupp följeslagare från olika folkslag och riken bildar Frodo "Ringens brödraskap", vars uppdrag är att förstöra ringen genom att kasta den i Domedagsbergets eldar, där den en gång smiddes. Filmen producerades och distribuerades av det amerikanska filmbolaget New Line Cinema, men spelades in och klipptes helt i Peter Jacksons hemland Nya Zeeland, parallellt med de två övriga filmerna i trilogin.
Sagan om ringen hyllades av både kritiker och publik som ett mästerverk inom filmkonsten och en milstolpe för fantasygenren. Den prisades särskilt för sina specialeffekter, skådespelarinsatser, manus, regi, musik och trohet mot bokförlagan. Filmen spelade in över 868 miljoner dollar världen över, samt totalt 888 miljoner dollar efter återutgivningar, vilket gjorde den till 2001 års näst mest inkomstbringande film efter Harry Potter och de vises sten (2001). Vid Oscarsgalan 2002 nominerades filmen till tretton priser och vann fyra för bästa foto, bästa smink, bästa filmmusik och bästa specialeffekter. År 2007 utsågs filmen av American Film Institute till en av de 100 bästa amerikanska filmerna i historien, och år 2021 valdes filmen ut för att bevaras i National Film Registry.

## Handling
I filmens prolog berättar alvdrottningen Galadriel om de mäktiga ringar som smiddes åt Midgårds olika folkslag under andra åldern: tre till alver, sju till dvärgar och nio till människor. Sauron, den onde härskaren, smidde i hemlighet en mäktigare ring, Härskarringen, för att kontrollera de andra ringarna och därigenom förslava hela Midgård. Alver och människor förenades i krig mot Sauron, och i den avgörande striden i Mordor besegrade Isildur av Gondor, son till människornas kung Elendil, honom genom att hugga av hans finger och ta ringen. Isildur behöll ringen men blev förrådd av den, och ringen förlorades i floden Anduin. 2 500 år senare, under tredje åldern, hittar varelsen Gollum ringen och gömmer den i en grotta i Dimmiga bergen. Där förblir den i 500 år tills hoben Bilbo Bagger hittar den under sina äventyr.
Sextio år senare lever Bilbo stillsamt i Fylke med sin brorson Frodo Bagger. På sin 111-årsdag lämnar han Fylke och ger ringen till Frodo. Trollkarlen Gandalf misstänker ringens farliga natur och bekräftar efter forskning att det rör sig om Härskarringen. Samtidigt växer ondskan åter i Mordor och Sauron skickar ut sina tjänare, de fruktade nazgûlerna, för att söka efter ringen. Gandalf uppmanar Frodo att lämna Fylke och möta honom i Bri. Frodo får sällskap av sin vän Sam Gamgi samt kusinerna Merry och Pippin. På vägen jagas de av nazgûlerna men når till slut Bri, där de upptäcker att Gandalf inte har dykt upp. Istället möter de den mystiske vandraren Vidstige, som visar sig vara Aragorn, Isildurs arvinge och tronarvinge till Gondor.
Aragorn hjälper hoberna genom att föra dem till alvernas tillflyktsort Vattnadal. På vägen dit skadas Frodo svårt av nazgûlernas ledare. Aragorn räddar hans liv och dennes älskare, alvprinsessan Arwen, stoppar nazgûlerna från att ta Frodo vid Bruienenfloden. Väl i Vattnadal helas Frodo av alvherren Elrond och återförenas med Gandalf och Bilbo, som ger Frodo svärdet Sting och en mithrilskjorta. Gandalf berättar att han tillfångatagits i Isengård av trollkarlarnas ledare Saruman, som allierat sig med Sauron, men lyckades fly. Ett rådslag i Vattnadal beslutar att ringen måste förstöras i Domedagsberget i Mordor där den en gång smiddes. Frodo åtar sig uppdraget. Med honom följer Gandalf, Aragorn, alven Legolas, dvärgen Gimli, människan Boromir från Gondor samt hoberna Sam, Merry och Pippin. Tillsammans bildar de Ringens brödraskap.
Först försöker brödraskapet ta sig över bergspasset Caradhras, men Saruman framkallar en snöstorm och de tvingas ta vägen genom dvärgminorna i Moria. Där finner de dvärgarna dödade av orcher och blir själva attackerade av dem. Under flykten genom Moria konfronteras de av en balrog. Gandalf offrar sitt liv genom att slåss mot balrogen på en bro och båda faller ner i avgrunden. Brödraskapet flyr vidare till alvskogen Lothlórien, där Galadriel erbjuder dem vila och skänker gåvor. Hon visar Frodo hur viktig hans uppgift är. Följet fortsätter med båt längs floden Anduin. Vid en förgrening i floden börjar Boromir frestas av ringen. Han försöker ta den från Frodo, som då bestämmer sig för att fortsätta resan ensam, men Sam lyckas följa med honom. Samtidigt attackeras brödraskapet av uruk-hai-soldater som tjänar Saruman. Boromir försvarar Merry och Pippin, men hoberna tillfångatas och Boromir dödas av uruk-hai-ledaren Lurtz, som i sin tur blir besegrad av Aragorn.
Brödraskapet är således splittrad. Aragorn, Legolas och Gimli beger sig för att rädda Merry och Pippin, medan Frodo och Sam inleder sin farliga färd mot Mordor på egen hand.

## Rollista i urval

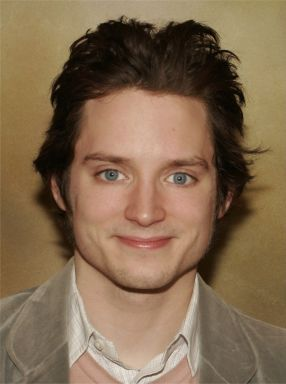
Elijah Wood (2006) spelade huvudrollen som hoben Frodo Bagger.

Följande skådespelare medverkar i filmen:
| Elijah Wood      | – Frodo Bagger             |
| Ian McKellen     | – Gandalf                  |
| Liv Tyler        | – Arwen Undómiel           |
| Viggo Mortensen  | – Aragorn/Vidstige         |
| Sean Astin       | – Samuel "Sam" Gamgi       |
| Cate Blanchett   | – Galadriel                |
| John Rhys-Davies | – Gimli                    |
| Billy Boyd       | – Peregrin "Pippin" Took   |
| Dominic Monaghan | – Meriadoc "Merry" Vinbock |
| Orlando Bloom    | – Legolas                  |
| Christopher Lee  | – Saruman                  |
| Hugo Weaving     | – Elrond Peredhel          |
| Sean Bean        | – Boromir                  |
| Ian Holm         | – Bilbo Bagger             |
| Andy Serkis      | – Gollum / Sméagol         |
| Marton Csokas    | – Celeborn                 |
| Craig Parker     | – Haldir                   |
| Lawrence Makoare | – Lurtz                    |
| Sala Baker       | – Sauron                   |
| Alan Howard      | – Sauron (röst)            |
| Harry Sinclair   | – Isildur                  |
| Peter McKenzie   | – Elendil                  |
| Mark Ferguson    | – Gil-Galad                |
| Brent McIntyre   | – Nazgûlernas ledare       |
| Sarah McLeod     | – Rosa Kattun              |
| Cameron Rhodes   | – Bonden Maggot            |
| David Weatherley | – Barliman Smörblomma      |
| Peter Jackson    | – Fyllot i Bri (cameo)     |

## Skillnader mellan filmen och boken
Peter Jackson och manusförfattarna Fran Walsh och Philippa Boyens hanterade den svåra uppgiften att filmatisera Sagan om ringen, särskilt vad de valde att utelämna eller utesluta. Eftersom verket är så omfattande kunde inte alla scener, rollfigurer och händelser rymmas i filmen. Filmteamet valde därför en strategi där vissa händelser anses ha skett "utanför bild", utan att direkt visas i filmen, som exempelvis hobernas resa genom Gamla skogen eller deras möte med den mystiske Tom Bombadill. Men vissa delar kunde inte existera i filmens värld alls, eftersom nya scener hade skapats som motsäger det ursprungliga innehållet. Exempelvis delar Aragorn ut svärd till hoberna, istället för i boken där hoberna hittar sina svärd från några gravhögar.
Jackson sade att hans främsta mål var att göra en film med fokus på Frodo och ringen, som han kallade berättelsens "ryggrad". Prologen i filmen sammanfattar Midgårds bakgrundshistoria, där den sju år långa belägringen av Saurons torn Barad-dûr av människor och alver förenklas till ett enda fältslag. Den tidsperiod på 17 år som i boken passerar mellan att Gandalf lämnar ringen till Frodo och återvänder för att avslöja dess inskription, har i filmen komprimerats av tidsmässiga skäl. Filmskaparna valde även att till filmen lägga till det första kapitlet från romanen Sagan om de två tornen, där uruk-hai-soldater överfaller och dödar Boromir, för att kunna användas som dramatisk klimax.
Författaren John D. Rateliff pekade på en skillnad mellan material som kan ha utelämnats utan att motsäga filmens logik (elision), och material som inte kan ha ägt rum alls inom filmens värld (exclusion). Jacksons val att utelämna exempelvis Tom Bombadill motiveras med att filmen fokuserar på Frodo som ringbärare – allt som inte driver denna kärnberättelse framåt ansågs överflödigt. Dock noterade Rateliff att samtidigt som sådant material ströks, gav det även utrymme för nya berättelser, såsom Aragorns och Arwens kärlekshistoria, vilket visade att uteslutningarna inte enbart handlade om tidsbrist utan även om berättartekniska prioriteringar. Tidigare adaptationer av Sagan om ringen har både inkluderat och exkluderat Bombadill-kapitlen från boken, men Jackson valde medvetet att ta bort dem för att behålla ett tydligt fokus på filmens huvudhandling.

## Produktion

### Bakgrund och produktionsstart

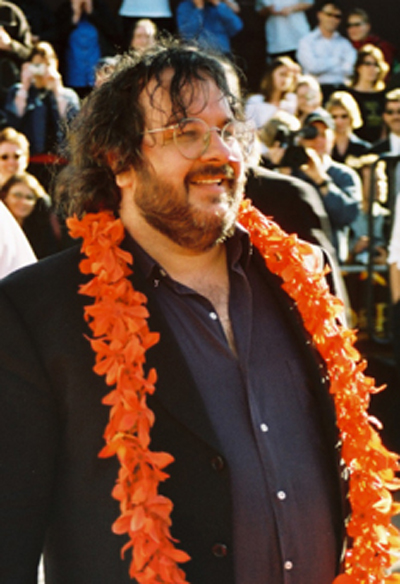
Peter Jackson (2003), filmregissör och manusförfattare.

Den brittiske författaren J.R.R. Tolkien började bygga sitt mytiska universum om Midgård genom barnboken Bilbo – En hobbits äventyr (1937). Den blev en stor succé och förlaget Allen & Unwin bad om en uppföljare, vilket tog Tolkien 17 år att skriva. Resultatet blev romantrilogin Sagan om ringen (1954–1955), där han lade stor vikt vid att utveckla egna språk, kartor och mytologier. Under 1950- och 1960-talen växte trilogin i popularitet, särskilt i USA, och blev en kultklassiker som fram till 1998 översatts till 25 språk och hade sålts i över 50 miljoner exemplar, varav 1,5 miljoner exemplar i Sverige. Tolkien har länge varit skeptisk till filmatiseringar av sina verk och tidiga försök har oftast misslyckats. Efter animerade kortfilmer och TV-filmen The Hobbit 1977, kom Ralph Bakshis animerade film Sagan om ringen 1978. Filmrättigheterna passerade flera studior innan filmproducenten Saul Zaentz förvärvade dem. Flera stora filmskapare som Walt Disney och Stanley Kubrick hade visat intresse för att anpassa Tolkiens verk, men inget projekt blev verklighet.
Filmregissören Peter Jackson från Nya Zeeland såg Bakshis film som tonåring, vilket inspirerade honom att läsa böckerna och drömma om att göra en egen spelfilm. 1995, efter framgången med Svarta änglar (1994), ville Jackson och hans partner Fran Walsh skapa en egen fantasyfilm, men de insåg snart att Tolkiens berättelse var oslagbar. Genom deras produktionsbolag WingNut Films spårade de rättigheterna till Zaentz via sin agent och tog projektet till Miramax Films i januari 1997. Jackson föreslog först en trilogi bestående av Bilbo – En hobbits äventyr och två filmer baserade på Sagan om ringen.
Miramax ville från början stödja projektet, men konflikter om budget och rättigheter skapade hinder. Jackson, Walsh och manusförfattaren Philippa Boyens skrev en tvåfilmsadaption där de strök flera rollfigurer och scener och strukturerade om handlingen. De tänkte sig bland annat en försonad Saruman och större roller för Arwen. Men Miramax, som pressades av Disney, ville att historien skulle komprimeras till en enda film, något Jackson vägrade att acceptera. Efter sammanbrottet med Miramax tog Jackson projektet till andra studior. New Line Cinema, under ledning av Robert Shaye, såg potentialen och slöt avtal med Jackson i augusti 1998. New Line föreslog att göra tre filmer av Sagan om ringen istället för två, ett beslut som gav Jackson, Walsh och Boyens möjligheten att skriva om manusen för att mer rättvist spegla Tolkiens värld. Fokus lades på Frodos resa med Aragorns subplot som sekundär. Projektet skapades utan inblandning från J.R.R. Tolkiens dödsbo, Tolkien Estate, som valde att ta avstånd från filmerna. Christopher Tolkien och biografiförfattaren Michael White var kritiska till filmatiseringen och menade att verket inte lämpar sig för visuell dramatik, något de trodde även J.R.R. Tolkien själv skulle ha ogillat.
Produktionen krävde stora tekniska innovationer och en omfattande förproduktion, som inleddes i augusti 1997. Den största delen av produktionen, inklusive hela filminspelningen, skedde i Nya Zeeland och ansvarades av WingNut Films. Detta gjordes både för landskapets skull och för ekonomiska fördelar, då Nya Zeeland erbjöd en välutbildad, engelsktalande arbetskraft till lägre kostnader än i USA. Även den nyzeeländska armén deltog genom att gräva jordvallar och anlade en tillfartsväg för produktionen. Konstnärer som Alan Lee och John Howe rekryterades för att säkerställa att filmernas visuella stil höll sig trogen Tolkiens värld. Mycket arbete lades ner på manusutvecklingen för att skapa en sammanhängande filmtrilogi med tillräckliga avslut i varje film, samt för att tydliggöra Tolkiens oftast tvetydiga beskrivningar av olika strider och varelser. Under produktionen fortsatte manusen att utvecklas genom samarbete med skådespelarna. Samtidigt påverkades berättelsen av praktiska beslut, som förändringar i rollfigurer och handling för att skapa en mer filmvänlig struktur. Element som kärlekshistorier och större actionsekvenser förstärktes för att tilltala en modern publik, medan stora delar av Tolkiens beskrivningar av Midgårds historia och miljöer bevarades.
Budgeten för filmtrilogin om Härskarringen uppgick till 281 miljoner amerikanska dollar, där andelen för den första filmen uppgick till 93 miljoner dollar. New Line Cinema förhandlade fram att utländska distributörer skulle betala i förskott för alla tre filmerna, som tillsammans med tyska och nyzeeländska skattemedel finansierade 65 procent av projektets kostnad. Det preliminära premiärdatumet för den första filmen sattes till julen 2001, medan de två andra filmerna skulle ha premiär de två efterföljande åren.

### Rollsättning
Den första skådespelaren att bli knuten till produktionen var Elijah Wood, som fick rollen som Frodo Bagger den 7 juli 1999. Han hörde talas om projektet via sin agent och visade starkt intresse för att spela rollen som Frodo, trots att produktionen egentligen föredrog en brittisk skådespelare. Wood skickade en videoinspelning till Peter Jackson där han läste ett utdrag ur boken och var klädd som en hob, och hans prestation ansågs så övertygande att han fick rollen. Totalt hade omkring 150 skådespelare provspelat för rollen som Frodo, bland dem Dominic Monaghan, som istället fick rollen som Merry. Jake Gyllenhaal provspelade utan framgång för rollen, efter att hans agentur hade missförstått instruktionerna och sagt åt honom att använda en amerikansk accent.
Ian McKellen tilldelades rollen som trollkarlen Gandalf. Rollen erbjöds först till Sean Connery, som tackade nej eftersom han inte förstod handlingen, medan Patrick Stewart avböjde eftersom han ogillade manuset. Även Patrick McGoohan blev tillfrågad, men tackade nej av hälsoskäl. Anthony Hopkins och Christopher Plummer avstod också från rollen. Richard Harris visade intresse för att spela Gandalf, och både John Astin och David Bowie provspelade för rollen. Sam Neill fick också ett erbjudande, men han tvingades tacka nej på grund av sin schemakrock med inspelningen av Jurassic Park III (2001). Innan McKellen kunde tacka ja behövde han lösa en schemakrock med 20th Century Fox, då inspelningen av X-Men (2000) pågick samtidigt under två månader. McKellen tyckte själv att det var roligare att gestalta Gandalf i denna film än hans förvandlade version i de två senare filmerna. Han baserade sin accent på en inspelning där J.R.R. Tolkien själv läser Bilbo – En hobbits äventyr. Till skillnad från sin rollfigur i filmen tillbringade McKellen inte mycket tid med skådespelarna som spelade hoberna. Istället arbetade han huvudsakligen med deras stuntmän för att bevara illusionen av skillnaden i storlek.
För rollen som Aragorn var Daniel Day-Lewis den första som tillfrågades, men han tackade nej. Nicolas Cage fick också ett erbjudande, men avböjde på grund av familjeskäl. Stuart Townsend blev först rollsatt, men han ersattes under inspelningen när Peter Jackson insåg att han var för ung för att spela Aragorn. Russell Crowe övervägdes som ersättare, men han tackade nej eftersom han inte ville bli typecastad och tyckte att rollen påminde för mycket om sin egen roll i filmen Gladiator (2000). Day-Lewis tillfrågades en andra gång men avböjde återigen, och även Jason Patric var påtänkt. Exekutive producenten Mark Ordesky såg Viggo Mortensen i en teaterpjäs, och det var Mortensens son Henry, ett fan av Tolkiens böcker, som övertalade honom att tacka ja till rollen. Han blev snabbt populär bland filmteamet genom att han personligen dokumenterade hela produktionen med sin egen kamera och bar sin rollfigurs "hjältesvärd" även utanför filminspelningen.
Sean Astin imponerade vid provspelningen som Sam Gamgi, men han behövde gå upp i vikt för att få rollen. James Corden, Graham Norton och Corey Feldman provspelade för rollen Sam. Ian Holm, som tidigare spelat Frodo i en radioteater för BBC 1981, valdes omedelbart för rollen som Bilbo. Om han hade tackat nej hade Sylvester McCoy varit nästa alternativ.
Christopher Lee tilldelades rollen som Saruman. Lee var ett stort fan av Tolkiens böcker och brukade läsa dem minst en gång om året. Han var dessutom den ende i hela filmteamet som personligen hade träffat J.R.R. Tolkien. Ursprungligen provspelade han för rollen som Gandalf, men ansågs vara för gammal. Orlando Bloom sökte tidigare för att spela rollfiguren Faramir, men istället tilldelades han rollen som Legolas. John Rhys-Davies fick rollen som dvärgen Gimli, även om Billy Connolly också hade övervägts. Liam Neeson tillfrågades om rollen som Boromir, men tackade nej, vilket ledde till att Sean Bean fick rollen. Cate Blanchett tilldelades rollen som alvdrottningen Galadriel. Lucy Lawless övervägdes för rollen men hon tackade nej eftersom hon var gravid vid tillfället, ett beslut hon senare skulle komma att ångra. Liv Tyler fick rollen som Arwen den 25 augusti 1999, och var den sista att rollsättas i filmen. Helena Bonham Carter visade tidigare intresse för rollen.
Innan inspelningen startade den 11 oktober 1999 genomgick huvudrollsinnehavarna sex veckors träning i svärdsfäktning (under ledning av Bob Anderson), ridning och paddling. Peter Jackson hoppades att dessa aktiviteter inte bara skulle skapa en stark gruppdynamik som skulle märkas i den färdiga filmen, utan även hjälpa skådespelarna att vänja sig vid livet i Wellington, där filmteamet hade sitt huvudkontor. Skådespelarna fick även undervisning i korrekt uttal av Tolkiens verser. Efter inspelningen valde de nio skådespelarna som spelade medlemmarna i brödraskapet att tatuera in det alviska tecknet för siffran nio – med undantag för John Rhys-Davies, vars stuntman fick tatueringen i hans ställe.

### Förproduktion

#### Scenografi och kostymdesign

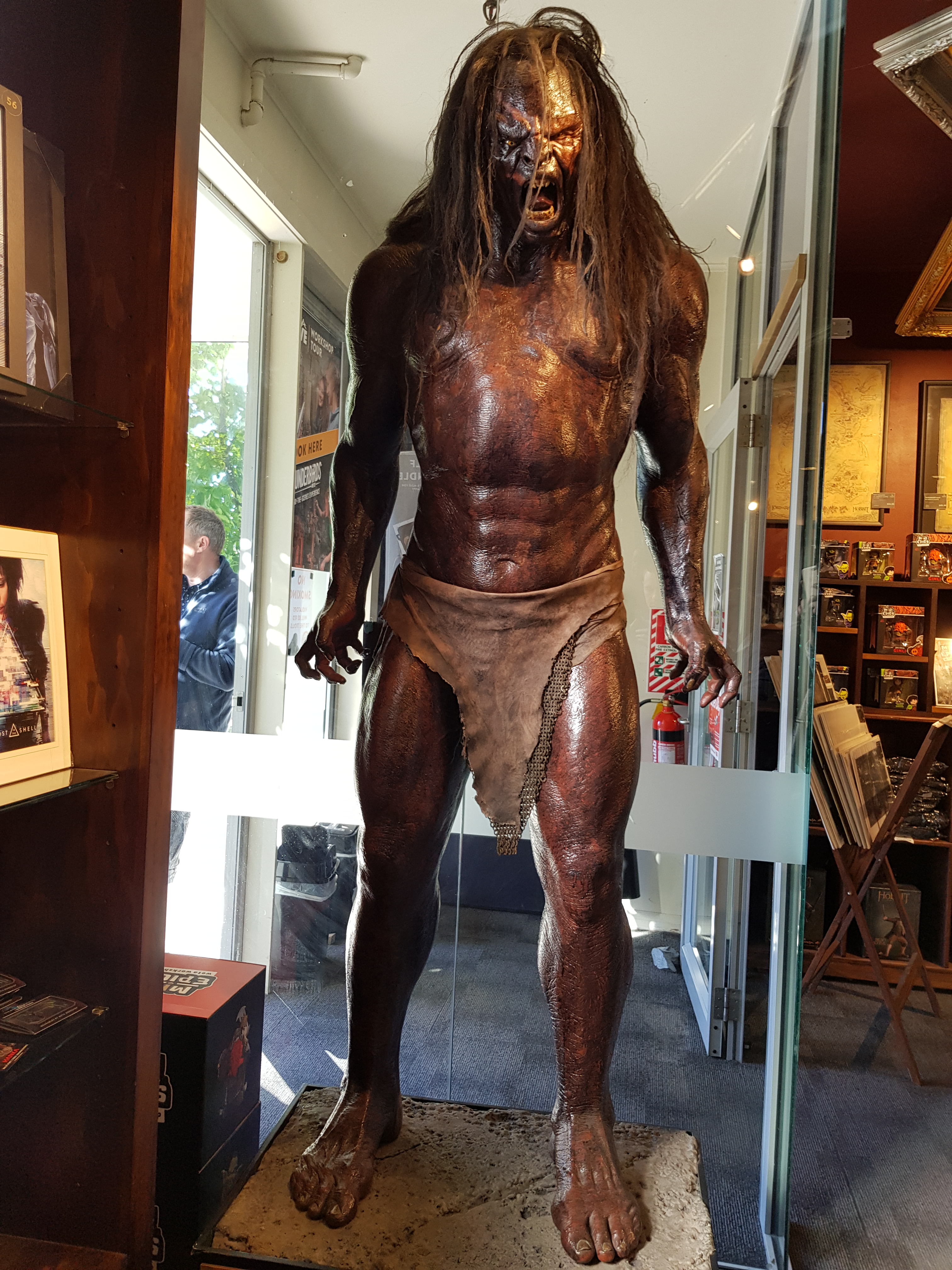
Modell på uruk-hai-ledaren Lurtz i Weta Cave i Wellington, Nya Zeeland. Bild från 2018.

Samtliga kostymer, föremål och rekvisita i både Sagan om ringen och de övriga filmerna i trilogin, från vardagsföremål till vapen och rustningar, var specialtillverkade för produktionen, ibland i två olika skalor. Detta krävde insatser från ett stort antal specialiserade hantverkare och en konstavdelning bestående av 300 personer. Verkstaden Weta Workshop under Richard Taylors ledning ansvarade för att designa och tillverka vapen, rustningar, varelser, miniatyrmodeller och sminkproteser – sammanlagt över 45 000 enskilda delar. Weta Workshops tidiga arbete fokuserade främst på att designa filmens olika varelser och folkslag så att de skulle vara igenkännbara även på långt håll. Designteamet arbetade snabbt och intuitivt, och flera av de första skisserna användes direkt i den färdiga filmen, inklusive för orcherna och nazgulerna. De varelser som tilldrog sig störst uppmärksamhet från designteamet var uruk-hai-soldaterna, som enligt Jacksons anvisningar medvetet gavs ett mänskligt utseende.
Designen av scenografin, kostymer och rekvisita baserades huvudsakligen på illustrationer ritade av John Howe och Alan Lee, som Peter Jackson kontaktade tidigt i projektet. Båda blev centrala medarbetare i trilogin som komceptkonstnärer. Fokuset för Howe och Lee låg inte på att exakt följa bokläsarnas bild av Midgård, utan på att fånga känslan av Tolkiens värld, med stor omsorg i varje detalj. Tillsammans med sitt team gav de varje folkslag och kultur i Midgård, såsom alver, dvärgar, hober och Gondors människor, en egen stil vad gäller vapen, kläder och arkitektur, så att dessa skulle bli tydligt urskiljbara.
Konstruktionen av Fylke påbörjades ett år före inspelningen, för att hinna plantera och låta växtligheten frodas naturligt, på ett två kvadratkilometer stort område nära staden Matamata på Nordön. Alan Lee hämtade inspiration från Dartmoors naturskyddsområde i England när han illustrerade Fylke, medan John Howe formgav Baggershus, Bilbos hem, med en varm och tidlös känsla, inspirerad av en idealiserad engelsk landsbygd.
Alan Lee designade även Sarumans torn Orthanc med ambitionen att det skulle framstå som både hotfullt och elegant, med en aggressiv arkitektur. Vattnadal skulle återspegla alvernas kulturella centrum och deras djupa band till naturen, men också inge en känsla av vemod med höstlika färgtoner, eftersom alverna snart ska lämna Midgård. Lothlórien gestaltades som alvernas andliga tillflyktsort, där balansen mellan arkitektoniska och organiska element var avgörande. Det tog fyra månader att bygga upp miljöerna och modellerna för Caras Galadhon, Lothlóriens hjärta. John Howe bidrog bland annat med designen av Argonath-statyerna och rustningar, ett område där han var särskilt kunnig. Härskarringens design och replikor skapades av guldsmeden Jens Hoyer Hansen på John Howes begäran; Hansen gick dock bort under inspelningens gång.
Kostymdesignern Ngila Dickson ledde en kostymavdelning som bestod av 40 skräddare, designers, brodöser, skomakare och juvelerare. Tillsammans skapade de över 19 000 kostymer till filmen, inklusive 40 exemplar av varje rollfigurs dräkt, för att kunna användas av både skådespelare och deras stuntmän. Alla kläder behandlades för att se slitna och åldrade ut, vilket skulle bidra till filmens realism. Hobernas håriga fötter var också en teknisk utmaning, då över 1 800 par tillverkades. De behövde vara både stadiga och flexibla samt sitta tätt mot skådespelarnas riktiga fötter. Varje par tog cirka en och en halv timme att dagligen applicera på varje skådespelares fötter.

#### Visuell komposition

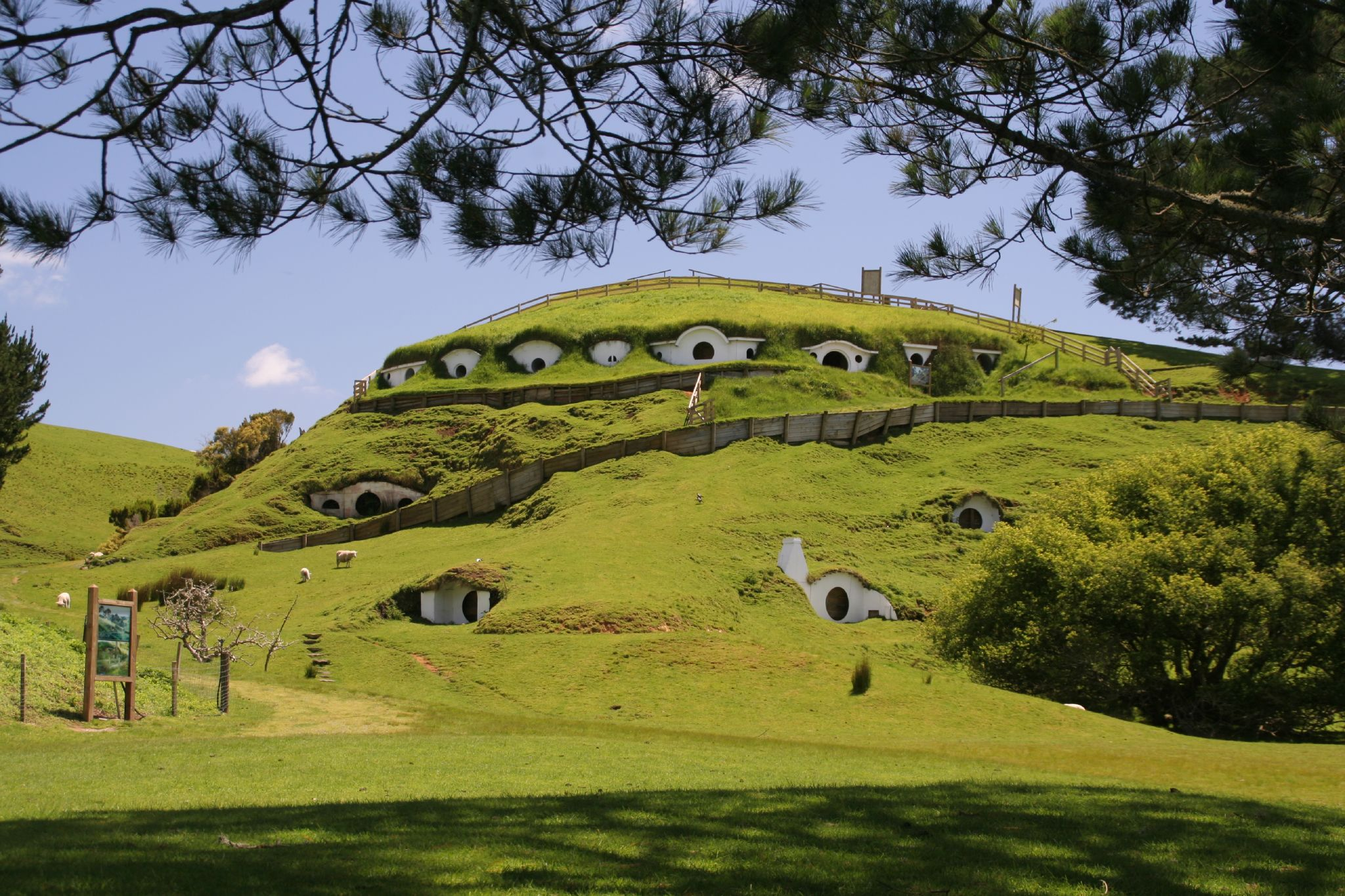
Inspelningsplats vid Matamata i Nya Zeeland föreställande hobernas hem Fylke. Bild från 2006.

För att gestalta hobernas och Gimlis små kroppsstorlekar på film användes olika tekniker beroende på scenens krav. Metoderna inkluderade gammaldags perspektivtrick, där en skådespelare placerades närmare kameran för att verka större, samt moderna datoreffekter och bluescreen-teknik. Man använde sig bland annat av så kallad tvångsperspektiv (engelska: forced perspective), då filmteamet byggde upp dekorer i två olika skalor, lät skådespelare agera separat framför en bluescreen och klippte sedan ihop dem digitalt. Jackson använde även dubbla inspelningsmiljöer, exempelvis två versioner av Bilbos hus i olika storlekar, samt olika statister beroende på vinkel och kameraavstånd. Vissa skådespelare bar specialkonstruerade dräkter med styltor, och scener spelades oftast in två gånger med olika skådespelare och statister i olika längder. Elijah Wood, Sean Astin, Billy Boyd och Dominic Monaghan hade exempelvis flera barnstatister eller kortväxta stuntmän, medan Ian McKellan hade en statist som var över 2 meter lång.
Många skalmodeller och miniatyrer skapades för filmen efter Alan Lees illustrationer, varav vissa var så stora att de av filmteamet kallades för "Big-Atures" (ungefär på svenska: Maxiatyrer). De största modellerna som filmteamet konstruerade var Vattnadal, Caras Galadhon (där åtta stycken åtta meter höga träd byggdes med alvernas hus i), tornet Orthanc (fyra meter högt, placerat i mitten av Isengårds cirkel som var 18 meter i diameter), Argonath-statyerna (2,4 meter höga) samt flera delar av Moria. Digitala effekter lades senare till för att återskapa omgivande landskap. Vissa modeller skapades av Weta Workshop, som efteråt skannades och omvandlades till digitala 3D-modeller.
Weta Digital, som var ansvariga för filmens specialeffekter, arbetade med ett team på 260 personer och skapade totalt 580 CGI-sekvenser till Sagan om ringen. De mest arbetskrävande sekvenserna för filmen var den stora salen i Moria samt de olika varelserna som levde där. Arbetsbördan blev till slut så omfattande att vissa effekter, såsom vattenhästarna som Arwen tillkaller vid Bruinenfloden, utkontrakterades till den amerikanska studion Digital Domain. CGI användes flitigt i Moria-scenerna, och flera tagningar, exempelvis orchernas jakt på brödraskapet i stora salen och bron, gjordes helt digitalt.
För att skapa realistiska scener med tusentals gestalter utvecklades det särskilda mjukvaruprogrammet MASSIVE. Även om det användes mer i de senare filmerna, användes det i prologen för Sagan om ringen för den avgörande striden i Mordor. De drömlika effekterna som visas när Frodo sätter på sig ringen åstadkoms genom att lägga in och förvränga bilder (som eld eller vatten) med hög kontrast.
Filmen genomgick därefter en digital färgkorrigering (color grading) för att justera ljus, kontrast och färgtoner. Exempelvis fick scenerna i Fylke en varmare känsla, medan scenerna i Moria gjordes kallare och mörkare. Detta arbete leddes av Peter Doyle, känd från sitt arbete med Matrix (1999), i samarbete med filmens fotograf Andrew Lesnie.

### Inspelning

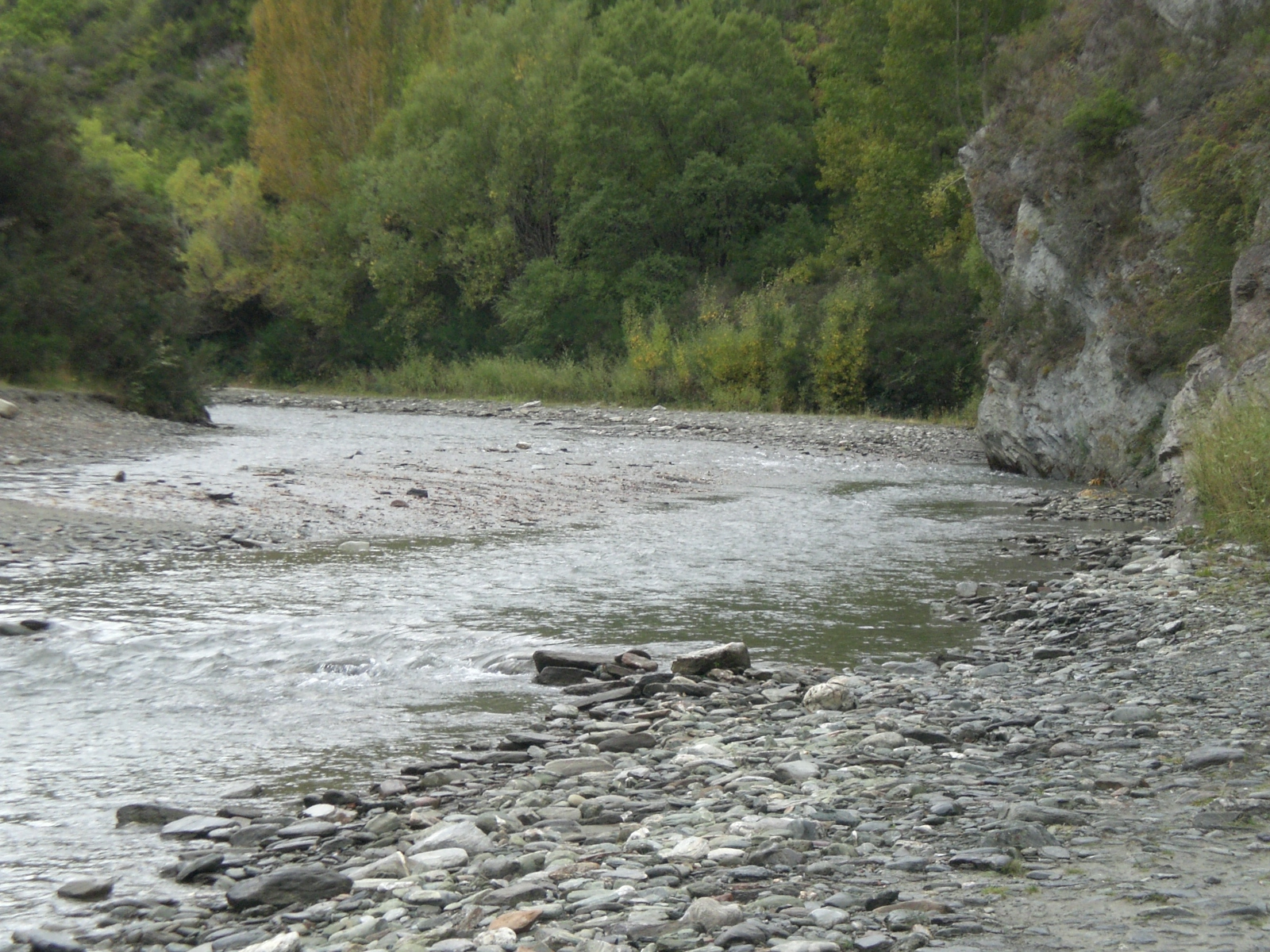
I filmen representeras scenen vid Bruinenfloden av Arrow River, en av de många platser i Nya Zeeland som användes under inspelningen. Bild från 2007.

Inspelningen av de tre filmerna genomfördes samtidigt i ett flertal platser runtom i Nya Zeeland, inklusive i filmstudior belägna i Wellington. Arbetet pågick i fjorton månader, från den 11 oktober 1999 till den 22 december 2000. Många av scenerna till Sagan om ringen filmades under de första månaderna. Den allra första inspelningsdagen var den 11 oktober 1999, då scenen där Frodo, Sam, Merry och Pippin för första gången stöter på en Nazgûl spelades in i Mount Victoria-parken i Wellington. Viggo Mortensen anslöt kort därefter till produktionen. Hans första scen var Aragorns strid mot nazgûlerna, trots att han inte fått någon svärdsträning i förväg. Ian McKellen anslöt till inspelningen den 17 januari 2000, direkt efter att ha avslutat sitt arbete med X-Men.
Utomhusscener spelades in på olika platser över hela Nya Zeeland, både på Nordön och Sydön. Vissa scener filmades i svårtillgängliga och avlägsna områden i landet, till exempel bestigningen av Caradhras, som spelades in i Mount Aspiring nationalpark. Filmteamet fick transporteras dit med helikopter, något som Sean Bean avskydde. Han flög bara en gång och valde därefter att klättra uppför nationalparkens berg i flera timmar för att komma till inspelningsplatsen. Fylke filmades utanför Matamata, scenen vid Bruinenfloden spelades in vid Arrow River nära Queenstown, Vattnadal i Kaitoke Regional Park norr om Wellington och Lothlórien i skogen Paradise på Sydön, samt vid Fernside på Nordön där båtfärdsscenen filmades. Även Amon Hen, där filmens slutscener utspelar sig, spelades in i Paradise.
Ett av de stora utmaningarna för filmteamet var Elronds rådslag, som tog en vecka att spela in. Den krävde mycket planering eftersom ett flertal skådespelare deltog i scenen, alla med olika längd, och där deltagarnas runda placering gjorde inspelningen tekniskt komplicerad. Inspelningen kantades också av smärre arbetsskador. Sean Astin skar upp sin fotsula på en glasskärva, under scenen där Sam springer ut i vattnet för att följa Frodo, och fick föras till sjukhus. John Rhys-Davies, som spelade Gimli, drabbades av en kraftig allergisk reaktion mot sitt smink, som tog över fyra timmar att applicera varje dag. Han fick eksem runt ögonen och tvingades vila en dag för varje dag han spelade in.

## Musik
Filmens musik komponerades, orkestrerades och dirigerades av den kanadensiske kompositören Howard Shore. Den framfördes av Londons filharmoniska orkester, New Zealand Symphony Orchestra, London Voices, London Oratory School Schola Choir samt flera utvalda instrumentala och vokala solister. Dess officiella soundtrack-albumet släpptes den 20 november 2001 av Reprise Records. En specialutgåva i begränsad upplaga av originalsoundtracket gavs ut i ett rött omslag i konstläder, men som inte innehöll några extra spår. I Storbritannien nådde albumet som bäst plats nummer tio på UK Albums Chart, liksom på plats nummer sex i Sverigetopplistan.
Soundtrack-albumet är en nedkortad version av den drygt tre och en halv timme långa färdigställda musiken som skrevs till Sagan om ringen. Kompositionerna på albumet är nedredigerade och presenteras i kronologisk ordning så som de hörs i bioversionen av filmen, med undantag för vissa partier i "Amon Hen" samt slutmixen i "The Breaking of the Fellowship" under eftertexterna. Vissa musikstycken bygger på tidigare utkast som skrevs och komponerades medan filmen fortfarande klipptes. Ett tydligt exempel är det första spåret "The Prophecy", en alternativ version som inte användes i den färdiga filmen. Anledningen var att filmskaparna från början planerade en kortare prolog (som det första spåret var tänkt att ackompanjera), men den idén övergavs till förmån för en mer detaljerad och engagerande inledning. I musiken ingår även två låtar, "Aníron" och "May It Be", framförda av den irländska sångerskan Enya (ingen av de två låtarna finns som separata spår) och ackompanjeras av Shores musik, framförd av London Philharmonic Orchestra och London Voices.
Alla låtar är komponerade av Howard Shore, om inte annat anges.
| 1.           | The Prophecy                                                                                             |              | 3:55  |
| 2.           | Concerning Hobbits                                                                                       |              | 2:55  |
| 3.           | The Shadow of the Past                                                                                   |              | 3:32  |
| 4.           | The Treason of Isengard                                                                                  |              | 4:00  |
| 5.           | The Black Rider                                                                                          |              | 2:48  |
| 6.           | At the Sign of the Prancing Pony                                                                         |              | 3:14  |
| 7.           | A Knife in the Dark                                                                                      |              | 3:34  |
| 8.           | Flight to the Ford                                                                                       |              | 4:14  |
| 9.           | Many Meetings                                                                                            |              | 3:05  |
| 10.          | The Council of Elrond (med "Aníron (Aragorns och Arwens tema)", komponerad och framförd av Enya)         |              | 3:49  |
| 11.          | The Ring Goes South                                                                                      |              | 2:03  |
| 12.          | A Journey in the Dark                                                                                    |              | 4:20  |
| 13.          | The Bridge of Khazad-dûm                                                                                 |              | 5:57  |
| 14.          | Lothlórien (med "Lament for Gandalf" av Philippa Boyens och Howard Shore, framförd av Elizabeth Fraser)  |              | 4:33  |
| 15.          | The Great River                                                                                          |              | 2:42  |
| 16.          | Amon Hen                                                                                                 |              | 5:02  |
| 17.          | The Breaking of the Fellowship (med "In Dreams" av Fran Walsh och Howard Shore, framförd av Edward Ross) |              | 7:20  |
| 18.          | May It Be (komponerad och framförd av Enya)                                                              |              | 4:19  |
| Total längd: | Total längd:                                                                                             | Total längd: | 71:29 |

År 2005 släppte Reprise Records en ny utgåva på tre CD-skivor med titeln The Complete Recordings, som innehåller hela filmmusiken för filmens förlängda version, samt en extra DVD-Audio med både 2.0 stereo och 5.1 surroundmixar. Till skillnad från de andra två utgåvorna i Complete Recordings-serien var denna ursprungligen tänkt att vara en slags "isolerad musikversion", då den har behållit flera loopade och originella versioner av spåren från filmen, men den utesluter vissa delar som ersattes eller togs bort i den slutliga filmversionen. Albumet innehåller även omfattande texthäften skrivna av musikjournalisten Doug Adams, där varje spår analyseras och information ges om kompositions- och inspelningsprocessen, samt en detaljerad lista över alla instrument som använts och medverkande personer och organisationer.
Alla låtar är komponerade av Howard Shore, om inte annat anges.
| 1.           | Prologue: One Ring to Rule Them All                                                                                   | 7:16  |
| 2.           | The Shire | 2:29  |
| 3.           | Bag End (med "The Road Goes Ever On", framförd av Ian McKellen)                                                       | 4:35  |
| 4.           | Very Old Friends | 3:12  |
| 5.           | Flaming Red Hair | 2:39  |
| 6.           | Farewell Dear Bilbo                                                                                                   | 1:45  |
| 7.           | Keep It Secret, Keep It Safe (med "The Road Goes Ever On", framförd av Ian Holm; med Billy Boyd och Dominic Monaghan) | 8:54  |
| 8.           | A Conspiracy Unmasked                                                                                                 | 6:09  |
| 9.           | Three Is Company | 1:58  |
| 10.          | The Passing of the Elves                                                                                              | 2:39  |
| 11.          | Saruman the White | 4:09  |
| 12.          | A Shortcut to Mushrooms                                                                                               | 4:07  |
| 13.          | Strider | 2:34  |
| 14.          | The Nazgûl (med "The Song of Beren and Lúthien", framförd av Viggo Mortensen)                                         | 6:04  |
| Total längd: | Total längd: | 58:30 |

| 1.           | Weathertop                                                                                               | 2:14  |
| 2.           | The Caverns of Isengard                                                                                  | 4:54  |
| 3.           | Give Up the Halfling                                                                                     | 4:49  |
| 4.           | Orthanc                                                                                                  | 1:06  |
| 5.           | Rivendell                                                                                                | 3:26  |
| 6.           | The Sword That Was Broken                                                                                | 3:34  |
| 7.           | The Council of Elrond Assembles (med "Aníron (Aragorns och Arwens tema)", komponerad & framförd av Enya) | 4:01  |
| 8.           | The Great Eye                                                                                            | 5:30  |
| 9.           | Gilraen's Memorial                                                                                       | 5:01  |
| 10.          | The Pass of Caradhras                                                                                    | 5:04  |
| 11.          | The Doors of Durin                                                                                       | 6:03  |
| 12.          | Moria | 2:27  |
| 13.          | Gollum                                                                                                   | 2:26  |
| 14.          | Balin's Tomb                                                                                             | 8:30  |
| Total längd: | Total längd:                                                                                             | 59:05 |

| 1.           | Khazad-dûm                                                                   | 8:00  |
| 2.           | Caras Galadhon (med "Lament for Gandalf", framförd av Elizabeth Fraser)      | 9:20  |
| 3.           | The Mirror of Galadriel                                                      | 6:21  |
| 4.           | The Fighting Uruk-hai                                                        | 11:32 |
| 5.           | Parth Galen                                                                  | 9:13  |
| 6.           | The Departure of Boromir                                                     | 5:29  |
| 7.           | The Road Goes Ever On... (Part 1)                                            | 5:58  |
| 8.           | May It Be (komponerad & framförd av Enya)                                    | 3:26  |
| 9.           | The Road Goes Ever On... (Part 2) (med "In Dreams", framförd av Edward Ross) | 3:41  |
| Total längd: | Total längd:                                                                 | 63:01 |

## Utgivning

### Marknadsföring
Marknadsföringen av filmen anförtroddes försäljningschefen Russell Schwartz från New Line Cinema. Bolaget lanserade filmtrilogins officiella webbplats i maj 1999, vilket markerade början på en omfattande marknadsföringskampanj. Bolaget ingick samarbeten med företag som Burger King, JVC, Barnes & Noble och General Mills. Utöver detta licensierades över fyrtio produkter kopplade till filmen, inklusive samlarobjekt, svärd, actionfigurer, leksaker och datorspel. I april 2000 lanserades en två minuter lång trailer av filmtrilogin om Härskarringen på filmens hemsida. Videon slog rekord med nästan 1,7 miljoner nedladdningar under det första dygnet på nätet, samt 6,6 miljoner nedladdningar efter en vecka. Fram till januari 2001 fanns omkring 400 fansajter tillägnade filmtrilogin.
Även bokförsäljningen av originalböckerna ökade markant innan filmens premiär. I Sverige hade Norstedts förlag tryckt ut 250 000 exemplar av romantrilogin samt flera bildverk, men samtliga böcker blev slutsålda redan under mitten av november 2001. I samband med filmens premiär släppte Norstedt en nyutgåva av romantrilogin och avsatte 250 000 kronor till dess marknadsföring. Inom två månader hade Norstedts sålt mer än 500 000 exemplar av den nya utgåvan.

### Distribution
Sagan om ringens första pressvisning skedde under filmfestivalen i Cannes inför internationella distributörer den 13 maj 2001. New Line Cinema släppte filmen kommersiellt den 19 december 2001 i flera territorier världen över, och distribuerade den i 10 000 kopior, vilket var ett nytt rekord i filmhistorien för en biopremiär. Filmen dominerade därmed 2001 års julhelg på biograferna så pass starkt att flera filmbolag skjutit upp premiärer av sina filmer för att undvika konkurrens med Sagan om ringen. Filmen distribuerades huvudsakligen av oberoende bolag i Asien och Europa, medan Warner Bros. ansvarade för distributionen i bland annat Tyskland och Singapore.
Filmen hade världspremiär på biografen Odeon Leicester Square i London den 10 december 2001. Inför pressvisningen av Sagan om ringen på biografen Rigoletto i Stockholm den 13 december 2001 vidtogs extremt strikta säkerhetsåtgärder, inklusive metalldetektorer, bevakning i maskinrummet och vakter som följde journalister till toaletten – allt för att förhindra piratkopiering. Filmbolaget Svensk filmindustri försvarade insatserna med hänvisning till arrangörers rätt att sätta inträdesvillkor, så länge de inte strider mot lagen.

### Hemmavideo
Sagan om ringen släpptes på DVD och VHS den 6 augusti 2002 av New Line Home Entertainment. DVD-versionen innehåller bioversionen av filmen samt en extraskiva med cirka två och en halv timme bonusmaterial, bland annat tre dokumentärfilmer skapade av Michael Pellerin om filminspelningen, Enyas musikvideo av låten "May It Be", samt en intervju med regissören Peter Jackson. Efter 24 timmar i brittiska butiker slog filmen försäljningsrekord med totalt 1,27 miljoner sålda exemplar. AB Svensk Filmindustri (SF) ansvarade för den svenska distributionen. Efter tre veckor i svenska butiker slog SF försäljningsrekord med 210 000 sålda DVD-exemplar och 130 000 sålda VHS-exemplar. I december 2002 rapporterades att både DVD- och VHS-versionerna av filmen hade skeppats i över 35 miljoner exemplar världen över, varav 1,5 miljoner exemplar hade sålts i Norden.
Den förlängda versionen av filmen (engelsk titel: Extended Edition) som är uppdelad på fyra DVD-skivor – två för filmen och två för bonusmaterial – släpptes den 13 november 2002. Denna version innehåller extra scener motsvarande ungefär trettio minuters speltid som inte fanns med i bioversionen av tidsskäl, men som ger ökad fördjupning på filmens rollfigurer och utvecklar Midgårds värld ytterligare. Den förlängda versionen är även utrustad med fyra olika kommentarspår: från manusförfattarna, konstavdelningen, produktions- och postproduktionsteamet samt de ledande skådespelarna. De två bonusskivorna går igenom filmens hela produktion, från manusarbete till slutlig klippning, och innehåller totalt omkring sex och en halv timme dokumentärt material av Michael Pellerin. Denna version blev den dittills bäst säljande DVD-utgåvan någonsin, med 14,5 miljoner sålda exemplar, ett rekord som slogs året därpå av filmen Hitta Nemo (2003). Den vann även fem priser på DVD Premiere Awards 2003, bland annat för bästa nya extramaterial och bästa specialutgåva (nyutgåva).
Blu-ray-versionen av filmen, med samma extramaterial som DVD-utgåvan, blev tillgänglig den 6 april 2010. Den förlängda versionen på Blu-ray släpptes den 28 juni 2011. I denna utgåva finns även ett tidigare osläppt bonusmaterial i form av en dokumentär skapad av Costa Botes om filminspelningen. Filmen släpptes på Ultra HD Blu-ray den 1 december 2020 i USA och den 7 december i Sverige, tillsammans med de övriga filmerna i trilogin. Utgåvan innehåller både bioversionerna och de förlängda versionerna av filmerna.

## Mottagande

### Kommersiell respons
Premiären av Sagan om ringen blev en stor succé, med slutsålda föreställningar, särskilt vid midnattspremiärerna, och starkt intresse både i USA och internationellt. På premiärdagen spelade filmen in 18,2 miljoner dollar i USA och Kanada från 3 359 biografer, samt 11,6 miljoner dollar i 13 andra länder från omkring 5 700 biografer, däribland 3 miljoner dollar från Storbritannien och 1,8 miljoner dollar från Frankrike. Under de första fem dagarna drog filmen in totalt 73,1 miljoner dollar i USA och Kanada, varav 45,3 miljoner kom från premiärhelgen. Den placerade sig direkt på förstaplats i USA:s biotopp och slog decemberrekordet som tidigare hölls av Ocean's Eleven (2001). Efter tolv dagar hade filmen spelat in 156 miljoner dollar internationellt och 154,7 miljoner i Nordamerika, vilket gav en global total på 310,7 miljoner dollar. Efter tre veckor låg den fortfarande etta i USA och hade spelat in 235 miljoner dollar där.
I Sverige orsakade förhandsbokningen av biljetter enormt publiktryck, med långa köer och ett kraschande bokningssystem på Internet och via telefon. Redan den 19 november 2001, en månad före premiären, hade över 60 000 biljetter sålts för 100 svenska biografer. Den 13 december hade 150 000 biljetter förköpts, och den 18 december var siffran uppe i 190 000. På premiärdagen den 19 december 2001 sågs filmen av 80 132 biobesökare, vilket genererade 7 075 365 kronor i biljettintäkter – den dittills största öppningen för en film i Sverige. Under den första veckan lockade den över 403 000 besökare och spelade in över 35 miljoner kronor. Under 2001 såg totalt 815 907 personer filmen i Sverige, vilket gjorde den till årets näst mest sedda biofilm, efter Harry Potter och de vises sten (2001). Enligt Svenska Filminstitutet har filmen efter premiären och återutgivningar setts av sammanlagt 1 942 799 biobesökare i Sverige, vilket placerar den som den sjätte mest sedda filmen på svenska biografer mellan åren 1915 och 2023. I Danmark slog filmen försäljningsrekord för förhandsbokning med 100 000 sålda biljetter den 13 december 2001. I juni 2002 rapporterades att över 1,3 miljoner personer sett filmen i Danmark, vilket gjorde den till landets näst mest sedda film någonsin efter Titanic (1997).
Internationellt öppnade filmen starkt i flera marknader. Den var nummer ett i 29 länder och behöll förstaplatsen under andra veckan i alla länder utom Nederländerna. I Australien slog den rekord med 2,09 miljoner dollar under premiärdagen, ett rekord som tidigare hölls av Star Wars: Episod I – Det mörka hotet (1999). I Tyskland lockade den 1,5 miljoner besökare under premiärhelgen och i Spanien spelade den in 5,3 miljoner dollar från 395 biografer. I Ryssland sågs filmen av 1,14 miljoner personer under de första två veckorna. I Nya Zeeland drog filmen in 2,5 miljoner dollar på 15 dagar – ett rekord som stod sig fram till Avatar (2009).
Mellan 2001 och 2002 uppgick filmens intäkter till 313,3 miljoner dollar i Nordamerika och 555 miljoner internationellt, totalt 868,4 miljoner dollar globalt. Det gjorde Sagan om ringen till 2001 års näst mest inkomstbringande film efter Harry Potter och de vises sten. Enligt Box Office Mojo såldes över 54 miljoner biobiljetter i Nordamerika under första visningsperioden. Efter senare återutgivningar fram till 2024 uppgick de totala intäkterna till 319,4 miljoner dollar i Nordamerika och 568,5 miljoner internationellt, vilket ger en slutlig totalsumma på 888,5 miljoner dollar globalt.

### Kritisk respons
Sagan om ringen fick övervägande positiva recensioner. På Rotten Tomatoes har filmen 92 % i betyg baserat på 236 recensioner, med ett genomsnittsbetyg på 8,20 av 10. Webbplatsens kritiska konsensus lyder följande: "Sagan om ringen är fylld med häpnadsväckande specialeffekter och har en perfekt rollbesättning, som väcker J.R.R. Tolkiens klassiker till liv på ett levande sätt." På Metacritic har filmen ett genomsnittsbetyg på 92 av 100, baserat på 34 recensioner. På Kritiker.se har filmen genomsnittsbetyget 4,4 av 5, baserat på 9 recensioner.
Colin Kennedy från Empire gav filmen fem av fem stjärnor och skrev: "Utan tvekan bör Peter Jacksons Sagan om ringen snabbt betraktas som första delen i den bästa fantasyepos som någonsin gjorts för filmduken... I kontrast till de slentrianmässiga blockbuster-filmerna, så har Sagan om ringen en oklanderlig rollbesättning och är skapad med både omsorg och passion: det här är ett kärleksprojekt som aldrig känns ansträngt. Den känslomässiga bredden och karaktärsdjupet lyfter filmen långt bortom genrens begränsningar [...]" Roger Ebert från Chicago Sun-Times kallade den "en imponerande produktion, både modig och storslagen", även om den inte helt överensstämde med hans egen bild av Midgård. Claudia Puig från USA Today gav samma betyg och skrev att "den här filmatiseringen av en älskad bok bör tilltala både hängivna fans och nykomlingar." Elvis Mitchell från The New York Times ansåg att filmen fungerade bäst i de allvarligare scenerna. Jonas Cranby från Expressen hyllade Peter Jacksons filmatisering som ett oväntat tight, imponerande och storslaget mästerverk som undviker både flum och nörderi. Kristina Torell från Göteborgs-Posten beskrev filmen som en storslagen och trogen filmatisering av Tolkiens verk, som balanserar episka strider, mänskligt djup och visuella kontraster, där både skådespelare och filmmagi samverkar till en upplevelse som bär samma tyngd och kraft som ringen själv. Jens Peterson från Aftonbladet beskrev filmen som ett storslaget, brutalt och visuellt hänförande äventyr, som med starka skådespelarinsatser och trohet till Tolkiens anda lyckas förvandla fantasyklassikern till övertygande filmkonst. Lars Ole Knippel från danska Jyllands-Posten hyllade filmen som ett storslaget och visuellt överväldigande äventyr som både trollbinder publiken och vinner respekt.
Lisa Schwartzbaum från Entertainment Weekly tyckte att det var ett vibrerande och vackert verk med inspirerade skådespelare. Samuel Blumenfeld från franska Le Monde beskrev filmen som en trogen och mäktig adaptation av Tolkiens mytiska epos, där realism och fantasi förenas i ett bildrikt och djupt mänskligt lärdomsäventyr. Rita Kempley från The Washington Post kallade filmen för ett spektakulärt och energifyllt medeltida Star Wars, och berömde rollbesättningen. Richard Corliss från Time jämförde filmen med Harry Potter och de vises sten och ansåg att Sagan om ringen hade en emotionell tyngd och storhet som Harry Potter saknade. Han menade att Jackson lyckats skapa en trovärdig och övertygande värld som publiken verkligen kan försjunka sig i. Fabienne Bradfer från franska Le Soir kallade filmen "spektakulär" och att den tar med publiken till en fantasivärld på ett realistiskt sätt, och berömde dess noggranna detaljrikedom och trohet till boken, även om vissa förenklingar i berättandet kunde irritera inbitna fans. Helena Lindblad från Dagens Nyheter hyllade Sagan om ringen som ett storslaget, tekniskt briljant och troget äventyr för inbitna fans, men påpekade att filmen ibland kändes otillgänglig för den oinvigde och ifrågasatte vissa förenklade karaktärsskildringar. Jeanette Gentele från Svenska Dagbladet berömde filmens scenografi, rollbesättning och episka berättelse, men hon ansåg att den brister något i romantik, kvinnlig representation och djup i handlingen.
Bland de mer kritiska rösterna fanns Peter Bradshaw från The Guardian, som trots att han hyllade scenografin och Ian McKellens insats, ansåg att filmen saknade trovärdighet och led av en överkomplicerad och ytlig handling. J. Hoberman från The Village Voice menade att filmen endast nådde visuell storhet i vissa scener, men att den i övrigt saknade djup och samtida relevans. Jonathan Rosenbaum från Chicago Reader ansåg att filmen bjöd på storslagna vyer och imponerande skala, men att berättelsen kändes förutsägbar och stridsscenerna upplevdes som tråkiga.

### Utmärkelser
Sagan om ringen vann flera prestigefyllda utmärkelser och mottog ett flertal nomineringar. Vid Oscarsgalan 2002 vann filmen fyra priser av totalt tretton nomineringar. Den tilldelades även Hugopriset för bästa dramatiska presentation samma år, samt belönades med fem BAFTA-priser, däribland Bästa film, David Lean-priset för bästa regi, publikens pris, bästa specialeffekter och bästa smink.
Filmen har genom åren fått långvarigt erkännande. År 2007 placerade American Film Institute filmen på plats 50 i sin uppdaterade lista över de 100 bästa amerikanska filmerna genom tiderna. Året därpå utsåg institutet den till den näst bästa fantasyfilmen någonsin. 2008 listade tidningen Empire filmen som nummer 24 i sin lista över de 500 bästa filmerna genom tiderna. Filmen toppade tidningens lista från 2021 över de 100 bästa filmerna genom tiderna. Filmen röstades fram som den bästa fantasyfilmen genom tiderna i en läsaromröstning utförd av den amerikanska tidskriften Wired år 2012, medan uppföljarna Sagan om de två tornen och Sagan om konungens återkomst placerade sig på fjärde respektive tredje plats. Filmen toppade även den brittiska tidskriften Time Outs lista från 2024 över de femtio bästa fantasyfilmerna genom tiderna. År 2021 blev den utvald av USA:s kongressbibliotek för bevarande i National Film Registry som en "kulturellt betydelsefull" film.
| Utmärkelse                        | Kategori                                                     | Översättning                            | Mottagare | Resultat  | Ref.    |
| --------------------------------- | ------------------------------------------------------------ | --------------------------------------- | --- | --------- | ------- |
| Oscarsgalan 2002                  | Best Picture                                                 | Bästa film                              | Peter Jackson, Fran Walsh och Barrie M. Osborne                                                                    | Nominerad | [ 190 ] |
| Oscarsgalan 2002                  | Best Director                                                | Bästa regi                              | Peter Jackson | Nominerad | [ 190 ] |
| Oscarsgalan 2002                  | Best Supporting Actor                                        | Bästa manliga biroll                    | Ian McKellen | Nominerad | [ 190 ] |
| Oscarsgalan 2002                  | Best Adapted Screenplay                                      | Bästa manus efter förlaga               | Fran Walsh, Philippa Boyens och Peter Jackson                                                                      | Nominerad | [ 190 ] |
| Oscarsgalan 2002                  | Best Art Direction                                           | Bästa scenografi                        | Grant Major och Dan Hennah                                                                                         | Nominerad | [ 190 ] |
| Oscarsgalan 2002                  | Best Cinematography                                          | Bästa foto                              | Andrew Lesnie | Vann      | [ 190 ] |
| Oscarsgalan 2002                  | Best Costume Design                                          | Bästa kostym                            | Ngila Dickson och Richard Taylor                                                                                   | Nominerad | [ 190 ] |
| Oscarsgalan 2002                  | Best Film Editing                                            | Bästa klippning                         | John Gilbert | Nominerad | [ 190 ] |
| Oscarsgalan 2002                  | Best Makeup                                                  | Bästa smink                             | Peter Owen och Richard Taylor                                                                                      | Vann      | [ 190 ] |
| Oscarsgalan 2002                  | Best Original Score                                          | Bästa filmmusik                         | Howard Shore | Vann      | [ 190 ] |
| Oscarsgalan 2002                  | Best Original Song                                           | Bästa sång                              | Enya, Nicky Ryan och Roma Ryan ("May It Be")                                                                       | Nominerad | [ 190 ] |
| Oscarsgalan 2002                  | Best Sound                                                   | Bästa ljud                              | Christopher Boyes, Michael Semanick, Gethin Creagh och Hammond Peek                                                | Nominerad | [ 190 ] |
| Oscarsgalan 2002                  | Best Visual Effects                                          | Bästa specialeffekter                   | Jim Rygiel, Randall William Cook, Richard Taylor och Mark Stetson                                                  | Vann      | [ 190 ] |
| British Academy Film Awards       | Best Film                                                    | Bästa film                              | Peter Jackson, Barrie M. Osborne, Fran Walsh och Tim Sanders                                                       | Vann      | [ 193 ] |
| British Academy Film Awards       | Best Direction                                               | Bästa regi                              | Peter Jackson | Vann      | [ 193 ] |
| British Academy Film Awards       | Best Actor in a Leading Role                                 | Bästa manliga huvudroll                 | Ian McKellen | Nominerad | [ 193 ] |
| British Academy Film Awards       | Best Adapted Screenplay                                      | Bästa manus efter förlaga               | Fran Walsh, Philippa Boyens och Peter Jackson                                                                      | Nominerad | [ 193 ] |
| British Academy Film Awards       | Best Cinematography                                          | Bästa foto                              | Andrew Lesnie | Nominerad | [ 193 ] |
| British Academy Film Awards       | Best Costume Design                                          | Bästa kostym                            | Ngila Dickson och Richard Taylor                                                                                   | Nominerad | [ 193 ] |
| British Academy Film Awards       | Best Editing                                                 | Bästa klippning                         | John Gilbert | Nominerad | [ 193 ] |
| British Academy Film Awards       | Best Makeup och Hair                                         | Bästa smink                             | Peter Owen, Peter King och Richard Taylor                                                                          | Vann      | [ 193 ] |
| British Academy Film Awards       | Best Original Music                                          | Bästa filmmusik                         | Howard Shore | Nominerad | [ 193 ] |
| British Academy Film Awards       | Best Production Design                                       | Bästa scenografi                        | Grant Major | Nominerad | [ 193 ] |
| British Academy Film Awards       | Best Sound                                                   | Bästa ljud                              | David Farmer, Hammond Peek, Christopher Boyes, Gethin Creagh, Michael Semanick, Ethan Van der Ryn och Mike Hopkins | Nominerad | [ 193 ] |
| British Academy Film Awards       | Best Special Visual Effects                                  | Bästa specialeffekter                   | Jim Rygiel, Richard Taylor, Alex Funke, Randall William Cook och Mark Stetson                                      | Vann      | [ 193 ] |
| Directors Guild of America Awards | Outstanding Directing – Feature Film                         | Bästa regi                              | Peter Jackson | Nominerad | [ 201 ] |
| Golden Globe-galan 2002           | Best Motion Picture – Drama                                  | Bästa film – drama                      | Sagan om ringen | Nominerad | [ 202 ] |
| Golden Globe-galan 2002           | Best Director                                                | Bästa regi                              | Peter Jackson | Nominerad | [ 202 ] |
| Golden Globe-galan 2002           | Best Original Score                                          | Bästa filmmusik                         | Howard Shore | Nominerad | [ 202 ] |
| Golden Globe-galan 2002           | Best Original Song                                           | Bästa sång                              | Enya, Nicky Ryan och Roma Ryan ("May It Be")                                                                       | Nominerad | [ 202 ] |
| Hugo Awards                       | Best Dramatic Presentation: Long Form                        | Bästa dramatiska presentation: Långfilm | Peter Jackson, Fran Walsh och Barrie M. Osborne                                                                    | Vann      | [ 192 ] |
| MTV Movie Awards                  | Best Movie                                                   | Bästa film                              | Peter Jackson, Fran Walsh och Barrie M. Osborne                                                                    | Vann      | [ 203 ] |
| MTV Movie Awards                  | Best Action Sequence                                         | Bästa actionsekvens                     | "The Cave Tomb Battle"                                                                                             | Nominerad | [ 203 ] |
| MTV Movie Awards                  | Best Breakthrough Performance                                | Bästa genombrottsroll                   | Orlando Bloom | Vann      | [ 203 ] |
| MTV Movie Awards                  | Best Fight                                                   | Bästa strid                             | Christopher Lee vs. Ian McKellen                                                                                   | Nominerad | [ 203 ] |
| MTV Movie Awards                  | Best Male Performance                                        | Bästa manliga huvudroll                 | Elijah Wood | Nominerad | [ 203 ] |
| MTV Movie Awards                  | Best Villain                                                 | Bästa skurk                             | Christopher Lee | Nominerad | [ 203 ] |
| Producers Guild of America Awards | Best Theatrical Motion Picture                               | Bästa biofilm                           | Barrie M. Osborne, Peter Jackson och Fran Walsh                                                                    | Nominerad | [ 204 ] |
| Saturn Award                      | Best Fantasy Film                                            | Bästa fantasyfilm                       | Sagan om ringen | Vann      | [ 205 ] |
| Saturn Award                      | Best Director                                                | Bästa regi                              | Peter Jackson | Vann      | [ 205 ] |
| Saturn Award                      | Best Supporting Actor                                        | Bästa manliga biroll                    | Ian McKellen | Vann      | [ 205 ] |
| Saturn Award                      | Best Writing                                                 | Bästa manus                             | Peter Jackson, Fran Walsh och Philippa Boyens                                                                      | Nominerad | [ 205 ] |
| Saturn Award                      | Best Costume Design                                          | Bästa kostym                            | Ngila Dickson och Richard Taylor                                                                                   | Nominerad | [ 205 ] |
| Saturn Award                      | Best Make-up                                                 | Bästa smink                             | Peter Owen och Richard Taylor                                                                                      | Nominerad | [ 205 ] |
| Saturn Award                      | Best Music                                                   | Bästa filmmusik                         | Howard Shore | Nominerad | [ 205 ] |
| Saturn Award                      | Best Special Effects                                         | Bästa specialeffekter                   | Jim Rygiel, Randall William Cook, Richard Taylor                                                                   | Nominerad | [ 205 ] |
| Screen Actors Guild Awards        | Outstanding Performance by a Male Actor in a Supporting Role | Bästa manliga biroll                    | Ian McKellen | Vann      | [ 206 ] |
| Screen Actors Guild Awards        | Outstanding Performance by a Cast in a Motion Picture        | Bästa skådespelarensemble i en spelfilm | Sagan om ringen | Nominerad | [ 206 ] |
| Writers Guild of America Awards   | Best Adapted Screenplay                                      | Bästa manus efter förlaga               | Fran Walsh, Philippa Boyens och Peter Jackson                                                                      | Nominerad | [ 207 ] |